# San José la Costa
San José la Costa är en ort i Mexiko.   Den ligger i kommunen Toluca och delstaten Mexiko, i den sydöstra delen av landet, 50 km väster om huvudstaden Mexico City. San José la Costa ligger 2 585 meter över havet och antalet invånare är 925.
Terrängen runt San José la Costa är platt åt sydväst, men åt nordost är den kuperad. Runt San José la Costa är det tätbefolkat, med 266 invånare per kvadratkilometer. Närmaste större samhälle är Toluca, 16,0 km söder om San José la Costa. Trakten runt San José la Costa består till största delen av jordbruksmark.